# العلاقات السويدية البوتانية
العلاقات السويدية البوتانية هي العلاقات الثنائية التي تجمع بين السويد وبوتان.

## مقارنة بين البلدين
هذه مقارنة عامة ومرجعية للدولتين:
| وجه المقارنة                                              | السويد                                                                               | بوتان          |
| --------------------------------------------------------- | ------------------------------------------------------------------------------------ | -------------- |
| المساحة (كم2)                                             | 450.30 ألف                                                                           | 38.39 ألف      |
| عدد السكان (نسمة)                                         | 10.16 مليون                                                                          | 807.61 ألف     |
| الكثافة السكانية (ن./كم²)                                 | 22.56                                                                                | 21.04          |
| العاصمة                                                   | ستوكهولم                                                                             | تيمفو          |
| اللغة الرسمية                                             | اللغة السويدية، لغات السامي، اللغة الفنلندية، منكيلي، اللغة الرومنية، اللغة اليديشية | لغة دزونكا     |
| العملة                                                    | كرونة سويدية                                                                         | نغولترم بوتاني |
| الناتج المحلي الإجمالي (بليون دولار)                      | 538.04 مليار                                                                         | 2.51 مليار     |
| الناتج المحلي الإجمالي (تعادل القوة الشرائية) بليون دولار | 469.01 مليار                                                                         | 6.49 مليار     |
| الناتج المحلي الإجمالي الاسمي للفرد دولار أمريكي          | 50.58 ألف                                                                            | 2.66 ألف       |
| الناتج المحلي الإجمالي للفرد دولار أمريكي                 | 45.30 ألف                                                                            | 7.82 ألف       |
| مؤشر التنمية البشرية                                      | 0.907                                                                                | 0.605          |
| رمز المكالمات الدولي                                      | +46                                                                                  | +975           |
| رمز الإنترنت                                              | .se                                                                                  | .bt            |
| المنطقة الزمنية                                           | توقيت وسط أوروبا، ت ع م+01:00، ت ع م+02:00، أوروبا/ستوكهولم ‏                         | ت ع م+06:00    |

## منظمات دولية مشتركة
يشترك البلدان في عضوية مجموعة من المنظمات الدولية، منها:
| علم المنظمة | اسم المنظمة                        | تاريخ انضمام السويد | تاريخ انضمام بوتان |
| ----------- | ---------------------------------- | ------------------- | ------------------ |
|             | وكالة ضمان الاستثمار متعدد الأطراف | 12 أبريل 1988       | 21 أكتوبر 2014     |
|             | منظمة الشرطة الجنائية الدولية      | ?                   | ?                  |
|             | منظمة حظر الأسلحة الكيميائية       | ?                   | ?                  |
|             | الأمم المتحدة                      | 19 نوفمبر 1946      | 21 سبتمبر 1971     |
|             | مؤسسة التمويل الدولية              | 20 يوليو 1956       | 1 ديسمبر 2003      |
|             | يونسكو                             | 23 يناير 1950       | 13 أبريل 1982      |
|             | مؤسسة التنمية الدولية              | 24 سبتمبر 1960      | 28 سبتمبر 1981     |
|             | بنك التنمية الآسيوي                | 1966                | 1982               |
|             | البنك الدولي للإنشاء والتعمير      | 31 أغسطس 1951       | 28 سبتمبر 1981     |
|             | الاتحاد البريدي العالمي            | ?                   | ?                  |
|             | الاتحاد الدولي للاتصالات           | 1866                | 15 سبتمبر 1988     |

## وصلات خارجية
- موقع وزارة الخارجية السويدية
- موقع وزارة الخارجية البوتانية